# Joan Manent i Pesas
Joan Manent i Pesas (Badalona, 22 d'abril de 1902; París, 9 de febrer de 1984) fou un cenetista català i alcalde de Badalona en un període entre 1937-1938.

## Biografia
Fill d'una família treballadora, tenia dues germanes. Entre 1907 i 1913 freqüentà l'Escola Racionalista i l'Ateneu Obrer del carrer Arnús i amb 11 anys va començar com a aprenent als tallers de marroquineria i articles de viatge de Joan Arquer. El 1913 s'afilià a la CNT i el 1916 va iniciar la seva labor sindical. El 1918 entra a fer feina a la Vidriera Espanyola. El 1920 esdevé secretari de la CNT badalonina i agafa el costum d'anar a la Casa del Poble i es converteix en un entusiasta de la sarsuela. El 1922 era acusat de l'atemptat fictici contra Severiano Martínez Anido i és detingut i l'any següent marxa a França per no haver de fer el servei militar i viatja entre ambdós estats de forma clandestina. Amb Simó Piera, cosí de Manent i també sindicalista, va treballar a París i Besiers el 1924 i el 1925 treballà en la reconstrucció d'una església a Prada de Conflent. Entre 1927 i 1930 va intervenir en els contactes amb polítics per tal de derrocar la Dictadura de Primo de Rivera en els Fets de Prats de Molló i el 1931 es va intentar involucrar a Manent en la mort d'un pistoler del Sindicat Lliure.
Manent fou molt actiu durant la Segona República: va ser director de La Colmena Obrera, activista destacat en el Congrés Sindicalista de Badalona i secretari de la Federació Local d'aquesta. El 1932 amb 32 militants més de la CNT van crear la Cooperativa Obrera de Construcció ''La Unión''. Amb tot, s'adherirà al trentisme i serà expulsat de la CNT per aquest motiu el setembre de 1933, juntament amb altres destacats militants badalonins, malgrat que havia estat proposat per a formar part del Comitè Regional català. Aquell mateix any triomfen les dretes en les eleccions i avisa del perill abstencionista. El 1934, des d'Aliança Obrera, defensa la insurrecció d'octubre a Astúries i és membre del comitè a favor dels presos; és detingut i deportat a Burgos fins al juny de 1935; després col·laborarà en l'entesa confederal de Badalona. Per la seva trajectòria en el moviment sindicalista sofrí un boicot per part de la patronal i Manent va fer-se independent convertint-se en fabricant de lleixiu, anant casa per casa amb un carretó venent el seu producte i altres articles de neteja.
Reunificada la CNT, va representar els sindicats badalonins en el Congrés de Saragossa de 1936. En el moment de l'esclat de la Guerra Civil, Manent és membre dels comitès de Milícies i de Salut Pública de la ciutat i l'octubre és nomenat conseller d'Assistència Social. A partir de novembre es traslladà a València com a secretari particular del cenetista Joan Peiró, Ministre d'Indústria de la República. El juliol de 1937 torna a Badalona i es converteix de nou com a conseller de l'Ajuntament i des d'agost en el nou alcalde. Ostentà el càrrec fins a la seva dimissió el febrer de 1938. Després, a l'octubre marxà al front com a soldat voluntari i fou ferit.
El 1939 passarà la frontera cap a França i és internat al camp del Barcarès i, l'abril de 1940, al d'Argelers, després de passar pel vaixell-hospital Provence a Marsella. De 1941 a 1944 viu a Huisseau, on treballa de carboner. El 1946, amb l'esperança de tornar a Catalunya, s'instal·la a Prada de Conflent, però les seves intencions es veieren frustrades i s'instal·là a París de 1952 a 1975, moment de la seva jubilació i de retorn a Prada. El 1980 va tornar a Catalunya de visita i durant els seus últims anys de vida va estar molt lligat al grup Frente Libertario.
Morí el 9 de febrer a París, fou incinerat al cementiri del Père-Lachaise. Després de la mort del General Franco, l'Ajuntament de Badalona li va dedicar un carrer.

## Obres
- Pensamientos de Peiró (1959)[1]
- Salvador Seguí (París, 1960)[1]
- Records d'un sindicalista llibertari català (1916-1943)[Enllaç no actiu] (París, 1976)[1]